# 2С19 Мста-С
2С19 Мста-С је самоходна хаубица 152.4мм коју је дизајнирао и произвео Уралтрансмаш у Совјетском Савезу и касније у Русији, која је ушла у употребу 1989. године као наследник 2С3 Акацијe. Оруђе је смештено на шасију тенка Т-80, али га покреће дизел мотор Т-72 .

## Развој
Мста-С (такође позната по ГРАУ индексу 2С19 ) носи назив по реци Мста.
Оригинална хаубица је пројектована за коришћење било на самоходном возилу или као вучено оруђе. 2С19 Мста-С је оклопна самоходна хаубица, док је 2А65 Мста-Б вучено оруђе.
Развој 2С19 започео је 1980. године под називом Ферма . Прототип је био познат као Објекат 316 . Стандардна опрема 2С19 састоји се од полуаутоматског панорамског нишана 1П22, аутоматског пуњача, АБХ заштитног система, пасивног уређаја за ноћно осматрање за возача,  раоника, генератора дима и  димних кутија, интерфонског система 1В116 и генератора АП-18Д. Оружане снаге Русије су од 2008. године наручиле побољшани модел са аутоматизованим системом за управљање ватром.
Русија је понудила хаубице Мста-С инотраним купцима, посебно на Блиском истому. Демонстрацију, за представнике из различитих земаља, 2020. године је организовао Рособоронекспорт, државна агенција за извоз оружја.

## Спецификације оруђа
- Доместандардниом гранатом
  - 24.7 km стандардном гранатом
  - 28,9 km уз помоћ гасогенератора
  - 36,0 km уз помоћ ракетног погона
- Брзина паљбе: 6-8 граната у минути
- Елевација цеви: -4° до +68°
- Померање цеви: 360°
- Време примене: 22 минута
- Борбени комплет: 50 граната

## Варијанте
- 1К17 Сжати – „ласерски тенк“ наоружан батеријом ласера за онеспособљавање оптоелектронских система; на шасији Мста-С.[3]
- 2С19М1 (представљена 2000. године, прве испоруке 2007.) – Побољшан систем за контролу ватре и додата ГЛОНАСС антена. Модернизовани мотор В-84АМС .[3]
- 2С19М2 или 2С33 Мста-СМ2 (2013) – Побољшана верзија тренутно у производњи. Опремљена новим аутоматским системом за контролу ватре који повећава брзину паљбе на 10 граната у минути. Сада су доступне дигиталне електронске карте које значајно убрзавају оријентацију посаде у тешким географским условима и омогућавају брже и ефикасније извођење гађања. Хаубица 2С33 Мста-СМ2 је опремљена новом гранатом 2А79 мм/Л60 која има побољшану балистику. Може да испаљује муницију са више погонског пуњења и са већим притиском затварача од оригиналне 2С19 Мста-С. Оруђе је дуже и има тежу цев. Као резултат тога, има и већи домет ватре. Максимални домет ватре са стандардним гранатама је повећан на 30 km, односно 40 km са ракетним гранатама на ракетни погон.[4]
- 2С19М1-155 (2006) – извозна верзија 2С19М1 у калибру 155mm, опремљена топом Л/52 са дометом већим од 40 km. Модернизованa 2020.[5]
- 2С21 Мста-К – Варијанта на точковима, смештена на шасији камиона. Користи топ 2А67, варијанту 2А65 модификовану за коришћење са платформи на точковима. Било је неколико различитих прототипова, укључујући један заснован на Урал-5323 и један на КрАЗ-6316. Пројекат је обустављен 1987.[3]
- 2С19М (такође познат као 2С30 Исет и 2С33 Мста-СМ ) – Пројекат за верзију са побољшаним дометом и брзином ватре, лакшим одржавањем и оптимизованим производним процесом. Почео је између 1990-их и раних 2000-их, али је брзо напуштен у корист 2С35 Коалиција-СВ.[3]
- 2С35 Коалиција-СВ – Пројекат новог артиљеријског система за руске копнене снаге. Рани прототипови састојали су се од шасије 2С19 са модификованом куполом, опремљеном двоструким аутоматским пуњењем изнад и испод топа 152 мм. Од развоја ове варијанте се одустало у корист потпуно новог артиљеријског система исте ознаке.[6]

## Оперативна употреба
Хаубице Мста-С користиле су руске копнене снаге за артиљеријске нападе на чеченске сепаратисте током Другог чеченског рата .
Током етиопско-еритрејског сукоба, Етиопија је користила самоходне хаубице Мста-С.
Хаубице Мста-С су коришћене у руско-украјинском рату од стране проруских сепаратиста, који су заробили једну 2С19 током сукоба, а затим и у великој мери од стране руских Оружаних снага након почетка руске инвазије на Украјину 2022. године.
Мста-Б и Мста-С користиле су украјинске копнене снаге у бици за Бахмут.
Закључно са мајом 2024. године, холандски Oryx располаже подацима са визуелним потврдима за губитак 5 самоходних хаубица Мста-С са украјинске стране, односно 195 Мста-С и 43 Мста-СМ2 са руске стране.

## Корисници

### Тренутни
- Азербејџан – 18[13]
- Етиопија – 10[14]
- Грузија – 1[15]
- Русија –  Око 760 хаубица у служби 2020. године, уз 270 у резерви.[16][17]
- Украјина – 35[18]
- Венецуела – 48[19]

### Бивши
- Белорусија − 12[20][21]
- Совјетски Савез